# Icterus melanopsis
Icterus melanopsis е вид птица от семейство Трупиалови (Icteridae).

## Разпространение
Видът е разпространен в Куба.